# BMX féminin aux Jeux olympiques d'été de 2008
Navigation
Londres 2012
Le BMX féminin, épreuve de BMX des Jeux olympiques d'été de 2008, a lieu du 20 au 22 août 2008 sur le Terrain de BMX de Laoshan de Pékin. La course est remportée par la Française Anne-Caroline Chausson, qui devient ainsi la première Championne olympique de l'histoire du BMX.
Chacune des 16 participantes effectuent deux runs dans un contre-la-montre individuel pour déterminer les têtes de séries lors des phases à élimination directe. Ensuite, elles sont regroupées en 2 demi-finales en fonction de leur temps des qualifications. Chaque 1/2 finale se déroule en trois manches. Pour départager les coureuses, un système de point est mis en place : on additionne les places obtenus et les quatre avec le moins de points sont qualifiées.
La finale se compose d'une seule manche. La première qui franchit la ligne d'arrivée remporte la médaille d'or.

## Calendrier des compétitions
Les horaires sont ceux de la Chine (Chinese Standard Time UTC+8)

### Mercredi 20 août 2008
| Début   | Fin     | Manche              |
| ------- | ------- | ------------------- |
| 9 h 45  | 10 h 09 | Qualif : 1re manche |
| 11 h 00 | 11 h 24 | Qualif : 2e manche  |

### Vendredi 22 août 2008
| Début   | Fin     | Manche           |
| ------- | ------- | ---------------- |
| 9 h 00  | 9 h 08  | 1/2 : 1re manche |
| 9 h 30  | 9 h 38  | 1/2 : 2e manche  |
| 10 h 00 | 10 h 08 | 1/2 : 3e manche  |
| 10 h 30 | 10 h 35 | Finale           |
| 11 h 00 | 11 h 08 | Cérémonie        |

## Résultats

### Qualification
| Pos. | Nom                    | Pays               | Temps (premier run) | Temps (deuxième run) | Meilleur temps | Écart    |
| ---- | ---------------------- | ------------------ | ------------------- | -------------------- | -------------- | -------- |
| 1    | Anne-Caroline Chausson | France             | 36 s 660            | 43 s 174             | 36 s 660       |          |
| 2    | Shanaze Reade          | Grande-Bretagne    | 59 s 330            | 36 s 882             | 36 s 882       | +0 s 222 |
| 3    | Laëtitia Le Corguillé  | France             | 37 s 606            | 37 s 145             | 37 s 145       | +0 s 485 |
| 4    | Sarah Walker           | Nouvelle-Zélande   | 37 s 187            | 37 s 549             | 37 s 187       | +0 s 527 |
| 5    | Gabriela Díaz          | Argentine          | 37 s 590            | 38 s 927             | 37 s 590       | +0 s 930 |
| 6    | Nicole Callisto        | Australie          | 38 s 260            | 37 s 717             | 37 s 717       | +1 s 057 |
| 7    | Jill Kintner           | États-Unis         | 39 s 031            | 37 s 913             | 37 s 913       | +1 s 253 |
| 8    | Jana Horáková          | République tchèque | 39 s 213            | 38 s 077             | 38 s 077       | +1 s 417 |
| 9    | Jenny Fahndrich        | Suisse             | 39 s 152            | 38 s 209             | 38 s 209       | +1 s 549 |
| 10   | Tanya Bailey           | Australie          | 38 s 621            | 38 s 285             | 38 s 285       | +1 s 625 |
| 11   | Lieke Klaus            | Pays-Bas           | 38 s 709            | 38 s 808             | 38 s 709       | +2 s 049 |
| 12   | Amanda Sørensen        | Danemark           | 39 s 183            | 38 s 719             | 38 s 719       | +2 s 059 |
| 13   | Samantha Cools         | Canada             | 39 s 813            | 39 s 137             | 39 s 137       | +2 s 477 |
| 14   | Belén Dutto            | Argentine          | 40 s 423            | 40 s 193             | 40 s 193       | +3 s 533 |
| 15   | Aniko Hodi             | Hongrie            | 43 s 137            | 41 s 772             | 41 s 772       | +5 s 112 |
| 16   | Liyun Ma               | Chine              | 42 s 563            | 42 s 015             | 42 s 015       | +5 s 355 |

## Demi-finales
22 août 2008

### Demi-finale 1
| Rang | Nom                    | Pays               | 1re manche   | 2e manche    | 3e manche          | Total | Notes |
| ---- | ---------------------- | ------------------ | ------------ | ------------ | ------------------ | ----- | ----- |
| 1    | Anne-Caroline Chausson | France             | 1 (36 s 931) | 1 (37 s 028) | 2 (36 s 747)       | 4     | Q     |
| 2    | Sarah Walker           | Nouvelle-Zélande   | 2 (37 s 499) | 3 (39 s 038) | 1 (36 s 731)       | 6     | Q     |
| 3    | Gabriela Díaz          | Argentine          | 3 (37 s 605) | 2 (38 s 235) | 8 (Abd)            | 13    | Q     |
| 4    | Samantha Cools         | Canada             | 6 (39 s 765) | 5 (39 s 457) | 3 (38 s 690)       | 14    | Q     |
| 5    | Jana Horáková          | République tchèque | 5 (39 s 107) | 4 (39 s 457) | 7 (1 min 32 s 284) | 16    |       |
| 6    | Jenny Fahndrich        | Suisse             | 4 (38 s 658) | 7 (45 s 912) | 6 (52 s 687)       | 17    |       |
| 7    | Ma Liyun               | Chine              | 7 (41 s 789) | 6 (41 s 497) | 5 (41 s 839)       | 18    |       |
| 8    | Amanda Sørensen        | Danemark           | 8 (Abd)      | 8 (47 s 469) | 4 (39 s 474)       | 20    |       |

### Demi-finale 2
| Rang | Nom                   | Pays            | 1re manche     | 2e manche    | 3e manche    | Total | Notes |
| ---- | --------------------- | --------------- | -------------- | ------------ | ------------ | ----- | ----- |
| 1    | Laëtitia Le Corguillé | France          | 1 (37 s 917)   | 1 (37 s 130) | 2 (37 s 076) | 4     | Q     |
| 2    | Jill Kintner          | États-Unis      | 3 (38 s 950)   | 3 (39 s 700) | 3 (38 s 235) | 9     | Q     |
| 3    | Shanaze Reade         | Grande-Bretagne | 7 (2:17 s 714) | 2 (39 s 218) | 1 (36 s 699) | 10    | Q     |
| 4    | Nicole Callisto       | Australie       | 2 (38 s 244)   | 6 (47 s 311) | 4 (38 s 435) | 12    | Q     |
| 5    | Lieke Klaus           | Pays-Bas        | 4 (40 s 955)   | 4 (40 s 143) | 5 (38 s 800) | 13    |       |
| 6    | Aniko Hodi            | Hongrie         | 6 (44 s 021)   | 5 (41 s 867) | 7 (40 s 169) | 18    |       |
| 7    | Belén Dutto           | Argentine       | 5 (41 s 307)   | 7 (47 s 927) | 8 (40 s 295) | 20    |       |
| 8    | Tanya Bailey          | Australie       | 8 (Abd)        | 8 (Abd)      | 6 (39 s 505) | 22    |       |

## Finale
22 août 2008
| Rang | Nom                    | Pays             | Temps          |
| ---- | ---------------------- | ---------------- | -------------- |
|      | Anne-Caroline Chausson | France           | 35 s 976       |
|      | Laëtitia Le Corguillé  | France           | 38 s 042       |
|      | Jill Kintner           | États-Unis       | 38 s 674       |
| 4    | Sarah Walker           | Nouvelle-Zélande | 38 s 805       |
| 5    | Gabriela Díaz          | Argentine        | 39 s 747       |
| 6    | Nicole Callisto        | Australie        | 1 min 19 s 609 |
| 7    | Samantha Cools         | Canada           | Abd            |
| 8    | Shanaze Reade          | Grande-Bretagne  | Disq           |